# Bryowijkia madagassa
Bryowijkia madagassa är en bladmossart som beskrevs av Andries Touw 1993. Bryowijkia madagassa ingår i släktet Bryowijkia och familjen Trachypodaceae. Inga underarter finns listade i Catalogue of Life.